# Rio Chalumna
Rio Chalumna é um rio da África do Sul.